# Цементобетонне дорожнє покриття
Цементобето́нне доро́жнє покриття́ — удосконалене покриття капітального типу, монолітне, що споруджується з цементобетонних сумішей, які ущільнюються на місці робіт, або збірне покриття із залізобетонних плит.
Є два основних типи конструкцій дорожнього одягу (КДО) – нежорсткий (асфальт) і жорсткий (цементобетон). Перше асфальтове покриття в Європі було прокладене в 1837 році, а цементобетонне - у 1888 році.
Основа цементобетонного покриття складається з подрібненого щебеню, асфальтобетону та зв'язуючої суміші. На поверхні двошарове бетонне покриття, верхній шар з так званим відкритим щебенем.

## Цементобетонні дороги у світі
Історично склалося, що при будівництві доріг перевага віддавалася асфальтовим дорогам, що давало економічний виграш у короткій перспективі. Проте з часом частка доріг з цементобетонним стала зростати. Цьому сприяло як зниження їх вартості будівництва та їх довговічність. При будівництві або реконструкції автострад все більше використовується цементобетон. Так у Чехії це становить 65% автострад, Австрії і Великій Британії  - 50%. У Бельгії бетонні автостради становлять 40%, а 60% нових місцевих доріг мають таке покриття.
Станом на 2017 рік частка доріг з цементобетонним покриттям у Німеччині становить 42 %, Чехії - 22 %, Бельгії - 17 %, Великій Британії та Франції - 10 %, Україні - 1 %.

## Переваги і недоліки цементобетонного покриття
У порівнянні з асфальтобетонним покриттям цементобетонне має такі переваги:
- довговічність (термін експлуатації у 2,5 - 3,5 раза більший);
- витрати на обслуговування у перші роки порівняна з асфальтобетонним і мало зростає в наступні, тоді як асфальтобетонного збільшується в рази;
- собівартість будівництва зменшується з роками, а асфальтобетонного зростає;
- витримує значно більше навантаження на вісь транспорту, що дає відсутність явища «колії»;
- зменшення гальмівної відстані;
- краща видимість у темний час доби.

До недоліків відносяться:
- більший час перекриття доріг при будівництві;
- жорсткі вимоги до будівництва для отримання якісної дороги, тому що частковий ремонт дуже дорогий.